# Presidenti del Bundesrat (Germania)
Questa tabella mostra tutti i precedenti presidenti del Bundesrat della Repubblica Federale di Germania. L'articolo 52 capoverso 1 della Legge fondamentale della Repubblica Federale di Germania è redatto in modo così aperto che qualsiasi membro del Bundesrat (MdBR) può essere eletto presidente; tuttavia, dalla prima sessione del Bundesrat del 7 settembre 1949, solo i capi di governo degli stati rappresentati nel Bundesrat hanno esercitato tale carica. La sequenza della presidenza, che cambia ogni anno, è stata stabilita nell'accordo di Königstein del 30 agosto 1950.

## Cronotassi
| #  | Immagine | Presidente                       | Inizio           | Fine             | Partito   | Stato                            |
| -- | -------- | -------------------------------- | ---------------- | ---------------- | --------- | -------------------------------- |
| 1  |          | Karl Arnold (1901–1958)          | 7 settembre 1949 | 8 settembre 1950 | CDU       | Renania Settentrionale-Vestfalia |
| 2  |          | Hans Ehard (1887–1980)           | 8 settembre 1950 | 7 settembre 1951 | CSU       | Baviera                          |
| 3  |          | Hinrich Wilhelm Kopf (1893–1961) | 7 settembre 1951 | 6 settembre 1952 | SPD       | Bassa Sassonia                   |
| 4  |          | Reinhold Maier (1889–1971)       | 7 settembre 1952 | 6 settembre 1953 | FDP       | Baden-Württemberg                |
| 5  |          | Georg August Zinn (1901–1976)    | 7 settembre 1953 | 6 settembre 1954 | SPD       | Assia                            |
| 6  |          | Peter Altmeier (1899–1977)       | 7 settembre 1954 | 6 settembre 1955 | CDU       | Renania-Palatinato               |
| 7  |          | Kai-Uwe von Hassel (1913–1997    | 7 settembre 1955 | 6 settembre 1956 | CDU       | Schleswig-Holstein               |
| 8  |          | Kurt Sieveking (1897–1986)       | 7 settembre 1956 | 31 ottobre 1957  | CDU       | Amburgo                          |
| 9  |          | Willy Brandt (1913–1992)         | 1º novembre 1957 | 31 ottobre 1958  | SPD       | Berlino                          |
| 10 |          | Wilhelm Kaisen (1887–1979)       | 1º novembre 1958 | 31 ottobre 1959  | SPD       | Brema                            |
| 11 |          | Franz Josef Röder (1909–1979)    | 1º novembre 1959 | 31 ottobre 1960  | CDU       | Saarland                         |
| 12 |          | Franz Meyers (1908–2002)         | 1º novembre 1960 | 31 ottobre 1961  | CDU       | Renania Settentrionale-Vestfalia |
| 13 |          | Hans Ehard (1887–1980)           | 1º novembre 1961 | 31 ottobre 1962  | CSU       | Baviera                          |
| 14 |          | Kurt Georg Kiesinger (1904–1988) | 1º novembre 1962 | 31 ottobre 1963  | CDU       | Baden-Württemberg                |
| 15 |          | Georg Diederichs (1900–1983)     | 1 novembre 1963  | 31 ottobre 1964  | SPD       | Bassa Sassonia                   |
| 16 |          | Georg August Zinn (1901–1976)    | 1º novembre 1964 | 31 ottobre 1965  | SPD       | Assia                            |
| 17 |          | Peter Altmeier (1899–1977)       | 1º novembre 1965 | 31 ottobre 1966  | CDU       | Renania-Palatinato               |
| 18 |          | Helmut Lemke (1907–1990)         | 1º novembre 1966 | 31 ottobre 1967  | CDU       | Schleswig-Holstein               |
| 19 |          | Klaus Schütz (1926–2012)         | 1º novembre 1967 | 31 ottobre 1968  | SPD       | Berlino                          |
| 20 |          | Herbert Weichmann (1896–1983     | 1º novembre 1968 | 31 ottobre 1969  | SPD       | Amburgo                          |
| 21 |          | Franz Josef Röder (1909–1979)    | 1º novembre 1969 | 31 ottobre 1970  | CDU       | Saarland                         |
| 22 |          | Hans Koschnick (1929–2016)       | 1º novembre 1970 | 31 ottobre 1971  | SPD       | Brema                            |
| 23 |          | Heinz Kühn (1912–1992)           | 1º novembre 1971 | 31 ottobre 1972  | SPD       | Renania Settentrionale-Vestfalia |
| 24 |          | Alfons Goppel (1905–1991)        | 1º novembre 1972 | 31 ottobre 1973  | CSU       | Baviera                          |
| 25 |          | Hans Filbinger (1913–2007)       | 1º novembre 1973 | 31 ottobre 1974  | CDU       | Baden-Württemberg                |
| 26 |          | Alfred Kubel (1909–1999)         | 1º novembre 1974 | 31 ottobre 1975  | SPD       | Bassa Sassonia                   |
| 27 |          | Albert Osswald (1919–1996)       | 1º novembre 1975 | 31 ottobre 1976  | SPD       | Assia                            |
| 28 |          | Bernhard Vogel (1932–)           | 3 dicembre 1976  | 31 ottobre 1977  | CDU       | Renania-Palatinato               |
| 29 |          | Gerhard Stoltenberg (1928–2001)  | 1º novembre 1977 | 31 ottobre 1978  | CDU       | Schleswig-Holstein               |
| 30 |          | Dietrich Stobbe (1938–2011)      | 1º novembre 1978 | 31 ottobre 1979  | SPD       | Berlino                          |
| 31 |          | Hans-Ulrich Klose (1937–)        | ° novembre 1979  | 31 ottobre 1980  | SPD       | Amburgo                          |
| 32 |          | Werner Zeyer Template:Small      | 1º novembre 1980 | 31 ottobre 1981  | CDU       | Saarland                         |
| 33 |          | Hans Koschnick (1929–2016)       | 1º novembre 1981 | 31 ottobre 1982  | SPD       | Brema                            |
| 34 |          | Johannes Rau (1931–2006)         | 1º novembre 1982 | 31 ottobre 1983  | SPD       | Renania Settentrionale-Vestfalia |
| 35 |          | Franz Josef Strauß (1915–1988)   | 1º novembre 1983 | 31 ottobre 1984  | CSU       | Baviera                          |
| 36 |          | Lothar Späth (1937–2016)         | 1º novembre 1984 | 31 ottobre 1985  | CDU       | Baden-Württemberg                |
| 37 |          | Ernst Albrecht (1930–2014)       | 1º novembre 1985 | 31 ottobre 1986  | CDU       | Bassa Sassonia                   |
| 38 |          | Holger Börner (1931–2006)        | 1º novembre 1986 | 24 aprile 1987   | SPD       | Assia                            |
| 39 |          | Walter Wallmann (1930–2013)      | 15 maggio 1987   | 31 ottobre 1987  | CDU       | Assia                            |
| 40 |          | Bernhard Vogel 1932)             | 1º novembre 1987 | 31 ottobre 1988  | CDU       | Renania-Palatinato               |
| 41 |          | Björn Engholm (1939)             | 1º novembre 1988 | 31 ottobre 1989  | SPD       | Schleswig-Holstein               |
| 42 |          | Walter Momper (1945)             | 1º novembre 1989 | 31 ottobre 1990  | SPD       | Berlino                          |
| 43 |          | Henning Voscherau (1941–2016)    | 1º novembre 1990 | 31 ottobre 1991  | SPD       | Amburgo                          |
| 44 |          | Alfred Gomolka (1942–2020)       | 1º novembre 1991 | 19 marzo 1992    | CDU       | Meclemburgo-Pomerania Anteriore  |
| 45 |          | Berndt Seite (1940)              | 15 maggio 1992   | 31 ottobre 1992  | CDU       | Meclemburgo-Pomerania Anteriore  |
| 46 |          | Oskar Lafontaine 1943)           | 1º novembre 1992 | 31 ottobre 1993  | SPD       | Saarland                         |
| 47 |          | Klaus Wedemeier (1944)           | 1º novembre 1993 | 31 ottobre 1994  | SPD       | Brema                            |
| 48 |          | Johannes Rau (1931–2006)         | 1º novembre 1994 | 31 ottobre 1995  | SPD       | Renania Settentrionale-Vestfalia |
| 49 |          | Edmund Stoiber (1941)            | 1º novembre 1995 | 31 ottobre 1996  | CSU       | Baviera                          |
| 50 |          | Erwin Teufel 1939)               | 1º novembre 1996 | 31 ottobre 1997  | CDU       | Baden-Württemberg                |
| 51 |          | Gerhard Schröder (1944)          | 1º novembre 1997 | 27 ottobre 1998  | SPD       | Bassa Sassonia                   |
| 52 |          | Hans Eichel (1944)               | 1º novembre 1998 | 7 aprile 1999    | SPD       | Assia                            |
| 53 |          | Roland Koch (1958)               | 30 aprile 1999   | 31 ottobre 1999  | CDU       | Assia                            |
| 54 |          | Kurt Biedenkopf (1930)           | 1º novembre 1999 | 31 ottobre 2000  | CDU       | Sassonia                         |
| 55 |          | Kurt Beck (1944)                 | 1º novembre 2001 | 31 ottobre 2001  | SPD       | Renania-Palatinato               |
| 56 |          | Klaus Wowereit (1953)            | 1º novembre 2002 | 31 ottobre 2002  | SPD       | Berlino                          |
| 57 |          | Wolfgang Böhmer (1936)           | 1º novembre 2002 | 31 ottobre 2003  | CDU       | Sassonia-Anhalt                  |
| 58 |          | Dieter Althaus (1958)            | 1º novembre 2003 | 31 ottobre 2004  | CDU       | Turingia                         |
| 59 |          | Matthias Platzeck (1953)         | 1º novembre 2004 | 31 ottobre 2005  | SPD       | Brandeburgo                      |
| 60 |          | Peter Harry Carstensen (1947)    | 1º novembre 2005 | 31 ottobre 2006  | CDU       | Schleswig-Holstein               |
| 61 |          | Harald Ringstorff (1939)         | 1º novembre 2006 | 31 ottobre 2007  | SPD       | Meclemburgo-Pomerania Anteriore  |
| 62 |          | Ole von Beust (1955)             | 1º novembre 2007 | 31 ottobre 2008  | CDU       | Amburgo                          |
| 63 |          | Peter Müller (1955)              | 1º novembre 2008 | 31 ottobre 2009  | CDU       | Saarland                         |
| 64 |          | Jens Böhrnsen (1949)             | 1º novembre 2009 | 31 ottobre 2010  | SPD       | Brema                            |
| 65 |          | Hannelore Kraft (1961)           | 1º novembre 2010 | 31 ottobre 2011  | SPD       | Renania Settentrionale-Vestfalia |
| 66 |          | Horst Seehofer (1949)            | 1º novembre 2011 | 31 ottobre 2012  | CSU       | Baviera                          |
| 67 |          | Winfried Kretschmann (1948)      | 1º novembre 2012 | 31 ottobre 2013  | I Verdi   | Baden-Württemberg                |
| 68 |          | Stephan Weil (1958)              | 1º novembre 2013 | 31 ottobre 2014  | SPD       | Bassa Sassonia                   |
| 69 |          | Volker Bouffier (1951)           | 1º novembre 2014 | 31 ottobre 2015  | CDU       | Assia                            |
| 70 |          | Stanislaw Tillich (1959)         | 1º novembre 2015 | 31 ottobre 2016  | CDU       | Sassonia                         |
| 71 |          | Malu Dreyer (1961)               | 1º novembre 2016 | 31 ottobre 2017  | SPD       | Renania-Palatinato               |
| 72 |          | Michael Müller (1964)            | 1º novembre 2017 | 31 ottobre 2018  | SPD       | Berlino                          |
| 73 |          | Daniel Günther (1973)            | 1º novembre 2018 | 31 ottobre 2019  | CDU       | Schleswig-Holstein               |
| 74 |          | Dietmar Woidke (1961)            | 1º novembre 2019 | 31 ottobre 2020  | SPD       | Brandeburgo                      |
| 75 |          | Reiner Haseloff (1954)           | 1º novembre 2020 | 31 ottobre 2021  | CDU       | Sassonia-Anhalt                  |
| 76 |          | Bodo Ramelow (1956)              | 1º novembre 2021 | 31 ottobre 2022  | Die Linke | Turingia                         |
| 77 |          | Peter Tschentscher (1966)        | 1º novembre 2022 | 31 Ottobre 2023  | SPD       | Amburgo                          |
| 78 |          | Manuela Schwesig (1974)          | 1º novembre 2023 | 31 Ottobre 2024  | SPD       | Meclemburgo-Pomerania Anteriore  |
| 79 |          | Anke Rehlinger (1976)            | 1º novembre 2024 | in carica        | SPD       | Saarland                         |